# Paul Zipser
Paul Viktor Louis Zipser (* 18. Februar 1994 in Heidelberg) ist ein deutscher Basketballspieler. Nachdem er zu Beginn seiner professionellen Karriere zunächst bei seinem Heimatverein USC Heidelberg in der zweitklassigen ProA eingesetzt worden war, wechselte er zu Beginn des Jahres 2013 zum FC Bayern München in die Bundesliga. Beim NBA-Draftverfahren 2016 wurde er von den Chicago Bulls ausgewählt und unterschrieb dort einen Zweijahresvertrag. 2019 kehrte er zum FC Bayern München und 2023 nach Heidelberg zurück.

## Karriere

### Anfänge in der NBBL und ProA
Der in Dossenheim aufgewachsene Zipser besuchte das Bunsen-Gymnasium Heidelberg. Er kam mit zwölf Jahren zum Basketballsport, nachdem er zuvor bereits unter anderem Fußball gespielt hatte. Er gehörte bereits als Jugendlicher verschiedenen Auswahlmannschaften des Deutschen Basketball Bundes an und war Teilnehmer der U16-Europameisterschaft 2010 und der U18-Europameisterschaften 2011 und 2012. Beim internationalen Albert-Schweitzer-Turnier 2012 gehörte er dem „All-Tournament-Team“ an, nachdem er mit der deutschen Auswahl das Halbfinale erreicht hatte. Zuvor war er bereits im Januar 2012 beim All-Star Game der Nachwuchs-Basketball-Bundesliga (NBBL) als MVP der Süd-Auswahl ausgezeichnet worden, die das Spiel für sich entschieden hatte. Ab 2010 spielte er neben Einsätzen in der NBBL für das Basket-College Rhein-Neckar auch für die erste Mannschaft des Altmeisters USC Heidelberg in der zweiten deutschen Liga ProA. Sein Debüt im professionellen Seniorenbereich feierte er mit 16 Jahren am ersten Spieltag der ProA 2010/11 am 25. September 2010 bei der Auswärtsniederlage beim späteren Aufsteiger FC Bayern München. Nach weiteren drei Einsätzen gehörte Zipser in der ProA 2011/12 zur Stammbesetzung seiner Mannschaft und wurde in 22 Einsätzen durchschnittlich gut 20 Minuten eingesetzt. Dabei wurde er als bester Nachwuchsspieler zum Youngster des Monats November 2011 von der Liga ausgezeichnet. Der USC verpasste auf dem zehnten Platz den Einzug in die Play-offs um den Aufstieg nur um einen Sieg.

### Bundesligaspieler beim FC Bayern München
In der Saison 2012/13 kam Zipser nach einer langwierigen Sprunggelenksverletzung nur zu zwei Saisoneinsätzen. Trotzdem wechselte er im Januar 2013 mit sofortiger Wirkung zu Bayern München in die höchste deutsche Spielklasse Basketball-Bundesliga. Hier kam er noch zu einem Kurzeinsatz.
Nach dem Auskurieren seiner Verletzung kam er in der folgenden Saison 2013/14 auch nur zu einzelnen Einsätzen mit durchschnittlich gut fünf Minuten Spielzeit. Zum Saisonende hin bekam er aber mehr Vertrauen von Trainer Svetislav Pešić und stand auch in internationalen Spielen in der EuroLeague 2013/14 bereits längere Zeit auf dem Parkett. In der ersten Play-off-Runde um die deutsche Meisterschaft verletzte sich Zipser und konnte nicht mehr eingesetzt werden, als die Bayern ihren ersten Meistertitel seit 59 Jahren gewannen.
In der Saison 2014/15 stand Zipser durchschnittlich mehr als zwölf Minuten auf dem Feld und erzielte 4,4 Punkte und 2,2 Rebounds pro Spiel.
In der folgenden Spielzeit (Saison 2015/16) erzielte Zipser durchschnittlich 7,1 Punkte und 3,6 Rebounds. Am Ende der Saison wurde er zum besten deutschen Nachwuchsspieler gewählt.

### NBA-Spieler bei den Chicago Bulls
Zipser wurde beim NBA-Draft 2016 von den Chicago Bulls an 48. Stelle ausgewählt. Am 15. Juli 2016 unterschrieb er einen Zweijahresvertrag bei den Bulls. Sein Vertrag beim FC Bayern München enthielt eine Ausstiegsklausel für den Fall eines Wechsels in die NBA, zudem erhielten die Bayern eine Ablösesumme in unbekannter Höhe. Sein erstes NBA-Spiel bestritt Zipser am 29. Oktober 2016 gegen die Indiana Pacers. Nachdem die Chicago Bulls mit Paul Zipser die Playoffs in dessen erster Saison knapp erreichten, unterlag man in der ersten Runde der Meisterrunde den Boston Celtics mit 2:4. Zipser beendete die Hauptrunde mit durchschnittlich 5,5 Punkten in 44 Einsätzen. In seiner zweiten NBA-Saison verringerte sich seine Spielzeit und Zipser kam in 54 Einsätzen auf 4,0 Punkte pro Spiel mit einer schwachen Wurfquote von 34,6 Prozent. Im Zuge der Verpflichtung von Jabari Parker entließen die Bulls Zipser im Sommer 2018. Zipser plagten während seiner zweiten Saison nach eigenen Aussagen anhaltende Schmerzen im linken Fuß. Ein Ermüdungsbruch im Fuß, den sich Zipser wohl bereits im Laufe der Saison zuzog und in Chicago unentdeckt blieb, wurde erst in der Sommerpause in Deutschland diagnostiziert. In seiner Heimatstadt Heidelberg durchlief Zipser anschließend ein Wiederaufbautraining. Bezüglich seiner Zukunftspläne erklärte Zipser im Herbst 2018, dass er sich erst nach vollständiger Genesung wieder einem Verein anschließen wolle und es sein Ziel sei, in die NBA zurückzukehren. Im Januar 2019 stand er Medienberichten zufolge kurz vor einem Wechsel zu den Brooklyn Nets, der aber platzte.

### Zwischenstation in Spanien bei San Pablo Burgos
Am 17. Januar 2019 wurde Zipser beim spanischen Erstligisten San Pablo Burgos als Neuzugang vermeldet. Bis zum Ende des Spieljahres 2018/19 stand er für die Mannschaft in 16 Partien der Liga ACB auf dem Feld und erzielte im Schnitt 6,4 Punkte sowie 2,6 Rebounds je Begegnung.

### Rückkehr nach Deutschland
Anfang August 2019 gab der FC Bayern München Zipsers Rückkehr bekannt. Im Juni 2021 musste er wegen einer Hirnblutung operiert werden. Im März 2022 kehrte er aufs Spielfeld zurück, als er gegen die Hamburg Towers 15 Sekunden zum Einsatz kam. Im Sommer 2023 kehrte er zunächst mittels Leihabkommen nach Heidelberg zurück, das mittlerweile in der Bundesliga spielte. 2025 erreichte Zipser mit Heidelberg überraschend das Halbfinale um die deutsche Meisterschaft. Ende Mai 2025 verlängerte er seinen Vertrag mit den Heidelbergern.

### Nationalmannschaft
Am 30. Juli 2015 bestritt Zipser beim Länderspiel gegen Österreich im Rahmen des Vier-Nationen-Turniers im italienischen Trient sein erstes Spiel für die deutsche Basketballnationalmannschaft. Mit der Nationalmannschaft nahm er an der Basketball-Europameisterschaft 2015 teil.

## Erfolge und Auszeichnungen
- Deutscher Meister: 2014
- Deutscher Pokalsieger: 2021
- Bester deutscher Nachwuchsspieler: 2016

## Statistiken

### NBA

#### Hauptrunde
| Saison  | Team    | GP | GS | MPG  | FG % | 3P % | FT % | RPG | APG | SPG | BPG | PPG |
| ------- | ------- | -- | -- | ---- | ---- | ---- | ---- | --- | --- | --- | --- | --- |
| 2016–17 | Chicago | 44 | 18 | 19.2 | .398 | .333 | .775 | 2.8 | .8  | .3  | .4  | 5.5 |
| 2017–18 | Chicago | 54 | 12 | 15.3 | .346 | .336 | .760 | 2.4 | .9  | .4  | .3  | 4.0 |
| Gesamt  | Gesamt  | 98 | 30 | 17.0 | .371 | .335 | .769 | 2.6 | .8  | .4  | .3  | 4.7 |

#### Playoffs
| Saison  | Team    | GP | GS | MPG  | FG % | 3P % | FT %  | RPG | APG | SPG | BPG | PPG |
| ------- | ------- | -- | -- | ---- | ---- | ---- | ----- | --- | --- | --- | --- | --- |
| 2016–17 | Chicago | 6  | 0  | 22.7 | .455 | .375 | 1.000 | 3.5 | .5  | .2  | .2  | 7.3 |
| Gesamt  | Gesamt  | 6  | 0  | 22.7 | .455 | .375 | 1.000 | 3.5 | .5  | .2  | .2  | 7.3 |

### EuroLeague
| Saison  | Team   | GP | GS | MPG  | FG % | 3P % | FT %  | RPG | APG | SPG | BPG | PPG |
| ------- | ------ | -- | -- | ---- | ---- | ---- | ----- | --- | --- | --- | --- | --- |
| 2013–14 | Bayern | 5  | 0  | 7.7  | .385 | .333 | 1.000 | 1.0 | .6  | .0  | .0  | 4.2 |
| 2014–15 | Bayern | 3  | 1  | 12.7 | .500 | .500 | .000  | 1.7 | .3  | .3  | .3  | 3.3 |
| 2015–16 | Bayern | 10 | 1  | 15.2 | .636 | .278 | 1.000 | 3.1 | 1.2 | .4  | .7  | 5.3 |
| Gesamt  | Gesamt | 18 | 2  | 12.7 | .538 | .320 | 1.000 | 2.3 | .3  | .9  | .4  | 4.7 |

## Sonstiges
Zipsers Vater Dieter spielte Basketball beim USC Heidelberg. Seine jüngere Schwester Anne war Juniorennationalspielerin und spielte für Heidelberg in der Damen-Bundesliga. Seine ältere Schwester Hellen war Zweitliga-Basketballerin in Heidelberg und München.